# Forese Donati
Forese Donati (1250-1296) va ser un noble italià nascut a Florència, associat amb els güelfs. Era fill de Simone di Forese i Tessa, i germà de Corso i Piccarda Donati. Estava casat amb Nella Donati i tenia una filla, Ghita, amb ella. Era conegut com un amic d'infància de Dante Alighieri. Va morir el 1296, a Florència.
En la seva joventut, Forese i Dante van intercanviar una sèrie de sonets lúdics anomenats tenzone, que prenen la forma d'una sèrie d'insults intercanviats.